# Agatocles de Cícico
Agatocle de Cicico (en griego antiguo: Ἀγαθοκλῆς ὁ Κυζικηνὸς) (Cícico, inicios del siglo III a. C.- ...) fue un historiador griego antiguo que vivió alrededor de la mitad del siglo III  a. C. o al inicio del siglo II  a. C.

## Biografía
Ateneo dice que era babilonio. No están claros ni el origen ni el significado del sobrenombre: esto, de hecho, podría referirse a la patria de origen de Agatocles, a la patria de adopción ( Seleucia del Tigris según algunos estudiosos, entre los cuales Gaetano de Sanctis) o sencillamente a su interés por la astronomía.
Según las fuentes, fue discípulo de Zenódoto de Éfeso, lo cual lleva a situarlo en una fecha no posterior a la mitad del siglo III a. C., dado que el propio Zenódoto habría muerto alrededor del 250

## Obras
Escribió al menos dos obras: una Historia de Cícico (Περὶ Κυζίκου) en dialecto jónico, de contenido histórico con notables excursos de género vario y los Comentarios (Ὑπομνήμτα) de contenido lexicográfico o crítico-literario.
En la edición de Jacoby se cuentan once fragmentos, todos procedentes de la tradición indirecta, principalmente a través Ateneo o los escolios. Algunos fragmentos han llegados mediante traducción latina. De esto, se evidencia como Agatocles debía haber tenido múltiples intereses: en los pocos fragmentos supérstites, encontramos informaciones de naturaleza mitológica, léxica, histórica, botánica y religiosa.

## Note
1. ↑  Escolio. ad Y 307-308.
2. ↑  F 1-7 J.
3. 1 2  Schol.